# أغستاش غدبي الأوراق
أغستاش غدبي الأوراق (الاسم العلمي: Agastache scrophulariifolia) نوع نباتي يتبع جنس الأغستاش وينتمي إلى الفصيلة الأغستاش.